# Plagiothecium succulentum
Plagiothecium succulentum là một loài rêu trong họ Plagiotheciaceae. Loài này được (Wilson) Lindb. mô tả khoa học đầu tiên năm 1865.